# Глуховка (река, впадает в Нигу)
Глуховка — река в России, протекает по Хвойнинскому и Мошенскому районам Новгородской области. Впадает в озеро Нига, из которого вытекает Нижница. Длина реки составляет 11 км.
На левом берегу реки стоит деревня Маклаково. Ширина реки в этом месте — 3 метра.

## Данные водного реестра
По данным государственного водного реестра России относится к Балтийскому бассейновому округу, водохозяйственный участок реки — Мста без р. Шлина от истока до Вышневолоцкого г/у, речной подбассейн реки — Волхов. Относится к речному бассейну реки Нева (включая бассейны рек Онежского и Ладожского озера).
Код объекта в государственном водном реестре — 01040200212102000020520.

## Топографическая карта
- Лист карты O-36-46. Масштаб: 1 : 100 000. Указать дату выпуска/состояния местности.